# CryENGINE
CryEngine（クライエンジン）は、Crytek開発のゲームエンジンである。

## 特徴
- サンドボックスエディターでは全プラットフォームでWYSIWYGがリアルタイムに表示される。[4]
- サンドボックスエディターの全プラットフォームに提供される「素早いアップデート」[4]
- マテリアルエディター[4]
- フローグラフ[4]
- トラックビューエディター[4]
- 手続型配置ツールと遮蔽物生成[4]
- まとめられた植物&地形生成システム[4]
- リアルタイムのソフトパーティクル・システム。FXエディターと一体化している[4]
- 道と川のツール[4]
- 乗り物生成器[4]
- 十分制御可能な時間のシステム[4]
- ストリーミング[5]
- パフォーマンス分析ツール[5]
- ビジュアルバジェットシステム[5]
- マルチコアのサポート[5]
- サンドボックス開発レイヤー[5]
- プリレンダリング(オフラインレンダリング)[5]
- レスキューコンパイラ[5]
- 自然な光と動的な半影[6]
- 放射照度のボリューム[6]
- 遅延ライティング[6]
- リアルタイムの動的なグローバル・イルミネーション[6]
- 暗順応およびハイダイナミックレンジのライティング[6]
- スクリーン・スペース・アンビエント・オクルージョン(SSAO)[6]
- カラーコレクション[6]
- いわゆる「ウーバー シェーダー」テクノロジー[6]
- 混合レイヤー[6]
- 法線マッピングと視差隠蔽マッピング（英語版）[6]
- スプライトがベースのボケ (写真)を使ったモーションブラーと被写界深度[6]
- ハイクオリティーな3Dの水[6]
- 動的な目に見える光の筋のエフェクト[6]
- ボリュメトリックとレイヤー、そして視界距離のぼかし[6]
- PolyBump(遠距離の凹凸を省略し負荷を軽減するテクノロジー)
- 高速テクスチャレンダリング
- スクリーン・スペース・ダイレクション・オクルージョン(SSDO、拡張されたSSAO)[7]
- 平面充填およびディスプレースメント・マッピング（英語版）[7]
- スクリーンスペースリフレクション(鏡面反射技術)[7]
- パーティクルのモーションブラーと影[7]
- キャラクターアニメーションシステム[8]
- キャラクター個別化システム[8]
- パラメータのスケルタルアニメーション[8]
- 手続型モーションワーピングとIKソリューション[8]
- 顔アニメーションエディター[8]
- 表面下散乱[8]
- AIエディトシステム[9]
- 動的なパスファインディング（英語版）(ルート自動検索機能)[9]
- レイヤーナビゲーションメッシュ[9]
- 自動化されたナビゲーションメッシュ生成[9]
- タクティカルポイントシステム[9]
- 統一されたマルチスレッドの物理エンジン[10]
- 変形しやすく柔らかい物体の物理[10]
- 相互作用的で破壊できる環境[10]
- 紐の物理[10]
- ゲーム内サウンドのミックスとプロファイリング[11]
- データ駆動型サウンドシステム[11]
- 動的な音と相互作用的なミュージック[11]
- 環境音[11]
- アニメーションに正確に合わせたサウンド[11]
- サウンドの雰囲気[11]
- 全プラットフォームで3次元映像をサポートしている。クオリティーへの影響を0にしつつもパフォーマンスの損失を最小限にとどめた。[12]

## バージョン

この図はゲームエンジンCryENGINEの系譜を表している。

### CryENGINE 1
CryENGINEはファーストパーソンシューターのコンピューターゲームFar Cryで使用されたゲームエンジンである。元々はNvidiaの技術デモンストレーションのためにCrytekが作っていたものだが、同社がそれのポテンシャルを見抜き、ゲーム開発へと相成った。
バーテックスシェーダとピクセルシェーダの3.0に対応したビデオカードが発売され、Crytekは描画改善機能の一部を使用したエンジンのバージョン1.2をリリースした。
その後同社はCryENGINEバージョン1.3を開発した。これにはハイダイナミックレンジイメージ(HDR)ライティングへの対応が追加されている。
このエンジンは MMORPGタワー オブ アイオン用にNCsoftへとライセンスされている。
2006年3月30日にUbisoftはFar Cryシリーズに関するすべての知的財産権とCryENGINEのFar Cry版の永久使用ライセンスを取得した。

### CryENGINE 2
CryENGINE 2 は Crytek が開発したゲームエンジンであり、「Far Cry」で使われた CryENGINE の後継である。
CryENGINE 2 は Crytek のゲーム「Crysis」で使われ、アップデート版のエンジンが Crysis の外伝にあたる「Crysis Warhead」で使われた。
また、MMORPG の「Entropia Universe」は最近、そのグラフィック機能を CryENGINE 2 にアップデートした。
2009年3月の Game Developers Conference で、CryENGINE 2 の後継である CryENGINE 3 が Xbox 360 と PLAYSTATION 3 上で披露された。
CryENGINE 2 が最初に外部ライセンスされたのは、建築・都市計画のコンサルタントを行なうフランスの IMAGTP 社だった。ライセンスの使用目的は、このエンジンを使うことで実際に施工する前にビルやその他の建築物がどのように見えるか（IMAGTP 社の）顧客へ正確に提示することが可能となるからだった。
2011年3月7日現在、新興の開発会社である Simpson Studios は CryENGINE 2の外部ライセンスを受けた。同社はテラフォーミングされた火星を舞台とするメタバースでの使用に関してライセンスを得た。このメタバースは後に「Blue Mars」と名付けられた
2007年3月11日、Crytek はこの新規IPに基づいたゲームを制作するためにエンジンを使用していると発表した。それは Crysis の一部ではなく、実際はファーストパーソンシューティングゲームですらないかもしれないと確認された。
2007年9月17日、フロリダの美術大学 Ringling College of Art & Design は教育目的で CryENGINE 2 のライセンスを受けた世界初の高等教育機関になった。

### CryENGINE 3
2009年3月11日、Crytekは 2009年の3月25日から同27日まで開催されるGame Developers ConferenceにてCryENGINE 3を披露すると発表した。新しいエンジンはMicrosoft WindowsとPlayStation 3、Xbox 360、Wii Uでの使用を想定され作られていた。PCプラットフォームについていえば、このエンジンはDirectX9および10、11での開発に対応しているようだ。 2009年6月1日の時点で、Crytekが自分たちのブランドの新しいエンジンでCrysis 2を制作中であると発表された。 CryENGINE 3は2009年10月14日にリリースされた。
2010年3月1日、2010年のi3Dシンポジウム用に、このエンジンの新しいテックデモがリリースされた。これは「リアルタイムなグローバルイルミネーションを実現するためのカスケードライトプロパゲーションボリューム」という技術をデモンストレーションするためのものである。 2011年6月11日、オーストラリア国防軍はオーストラリア海軍の隊員をCryENGINE 3ソフトウェアを使って作られた仮想のキャンベラ級強襲揚陸艦上で訓練させることを公開した。 2011年7月1日現在、特にCrysis 2用のカスタムマップやMODやコンテンツを作るためのCryENGINE 3のMod SDKバージョンがCrytekのウェブサイト上で利用可能になった。また、Crytekは非商用のゲーム制作用のCryENGINEの無償利用版もリリースした。これは2011年8月17日のことであり、CryENGINE 3 SDKと名付けられた。
Crytekは2011年9月9日、CryENGINE 3を利用し、コンソールにオリジナルのCrysisを移植していると発表した。 2011年10月4日にXbox LiveとPlayStation Networkでリリースされた。

### CryEngine (第4世代)
2013年8月21日に、Crytekは次世代のCryEngineにはバージョンナンバーが持ち越されないと発表した。この決定の理由は、この新エンジンには過去のCryEngineのバージョンと類似点をほとんど持たないという事実だった。新しいCryEngineはPlayStation 4やXbox One、Wii Uなどの次世代プラットフォームをサポートする。そのため、他と混同しないように、概してCryEngine(第4世代)と呼ばれるだろう。

## 開発
元々サンドボックスエディターと呼ばれていたCryENGINE 3 Free SDKはCrytek作成のゲームエンジンCryENGINEの流れの中で、レベル作成に使われるレベルエディタの最新バージョンである。ツールにはスクリプトやアニメーション、オブジェクトの作成を補助するソフトウェアも含まれている。それはたくさんのCrytekのゲーム(CrysisやFar Cryも含むがそれだけに限らず)に組み込まれてきていて、MOD作成のために広く使われている。編集スタイルはサンドボックスのコンセプトに基づいていて、広大な地形やミッションプログラミングの自由度に特に力を入れている。エディターは屋内環境も作成できる。
いっぱいになった世界のスペースからエリアを引いていくといったような「引き算の」編集スタイルを使うUnrealEdのようなエディターとは逆に、このサンドボックスは(Quake IIのような)「足し算」スタイルである。オブジェクトは全体的に空っぽなスペースに追加される。
非常に広大な(理論的には、数百平方キロメートル)の地形を作るうえでこのサンドボックスが特に特出していることは風景の中にテクスチャを塗ったりオブジェクトを配置するということにアルゴリズム的なことを使っていることである。テクスチャの分布や植物のタイプを決めるために多くのパラメータを使っている。これには時間の節約やそんな広大な地形のエディトを実現可能にするということが意図されており、同時に「現実の世界」全体で自由に行動できるスタイルも維持していた。これは広大な地形の幻影を見せるために「フェイクバッドロップ(偽の背景)」をしばしば使っている一部のエディトシステムとは異にしている。
あるやり方で、ゲームデザインに使われる3DレンダラーのBlenderと多少比較してみると、このサンドボックスエディターには一つのキーを打てば現在のデザインをぱっと表示できる機能(WYSIWYP、「見たままがプレイできる(What You See Is What You Play)」の意)を備えている。これにはゲームエンジンがエディタ内で事前に動作しているためゲームをローディングする必要がない。「プレイヤー」の視点がエディターの3D部分に表示される。
またエディターは乗り物や物理、スクリプト、ハイクオリティなライティング(リアルタイムで動く影を含む)などのCryENGINEの特徴をすべてサポートしている。具体的にはPolybump技術やシェーダー、3Dオーディオ、キャラクターの逆運動学、そして混合アニメーションや動的ミュージック、リアルタイムソフトパーティクルシステム、そして統一されたFXエディターや遅延ライティング、法線マッピングとパララックスオクルージョンマップ、そして高度なモジュール型AIシステムなどがあげられる。

## CryENGINEを使用しているゲーム一覧

### CryENGINE 1
| 作品名                       | 発売日 | 開発元           | 発売元  | プラットフォーム  |
| ---------------------------- | ------ | ---------------- | ------- | ----------------- |
| Far Cry                      | 2004年 | Crytek           | Ubisoft | Microsoft Windows |
| Far Cry Instincts            | 2005年 | Ubisoft Montreal | Ubisoft | Xbox              |
| Far Cry Instincts: Evolution | 2006年 | Ubisoft Montreal | Ubisoft | Xbox              |
| Far Cry Instincts: Predator  | 2006年 | Ubisoft Montreal | Ubisoft | Xbox 360          |
| Far Cry Vengeance            | 2006年 | Ubisoft Montreal | Ubisoft | Wii               |
| Aion: The Tower of Eternity  | 2008年 | NCsoft           | NCsoft  | Microsoft Windows |

### CryENGINE 2
| 作品名                | 発売日                                                      | 開発元              | 発売元                 | プラットフォーム  |
| --------------------- | ----------------------------------------------------------- | ------------------- | ---------------------- | ----------------- |
| Blue Mars             | 2009年9月2日オープンベータ                                  | Avatar Reality      | Avatar Reality         | Microsoft Windows |
| Crysis (Windows)      | 2007年11月13日 2007年11月15日 2007年11月16日 2007年11月29日 | Crytek              | Electronic Arts        | Microsoft Windows |
| Crysis Warhead        | 2008年9月12日 2008年9月16日 2008年9月25日                   | Crytek Budapest     | Electronic Arts        | Microsoft Windows |
| Entropia Universe     | 2009年8月18日にCryENGINE 2にアップグレードされた。          | MindArk             | MindArk                | Microsoft Windows |
| Merchants of Brooklyn | 2009年3月17日                                               | Paleo Entertainment | Paleo Entertainment    | Microsoft Windows |
| The Day               | 未定                                                        | Reloaded Studios    | Nexon Tencent Holdings | Microsoft Windows |
| Vigilance             | 発売済み                                                    | Harrington Group    | Harrington Group       | Microsoft Windows |

### CryENGINE 3
| 作品名                           | 発売日                                                                              | 開発元                  | 発売元                      | プラットフォーム                           |
| -------------------------------- | ----------------------------------------------------------------------------------- | ----------------------- | --------------------------- | ------------------------------------------ |
| ASTA: The War of Tears and Winds | 未定                                                                                | Polygon Games           | NHN                         | Microsoft Windows                          |
| ArcheAge                         | 2013年1月15日 2013年7月23日 2014年2月22日 2014年9月16日 2015年9月8日 2017年11月27日 | XL Games                | XL Games                    | Microsoft Windows                          |
| CABAL 2                          | 2012年11月12日オープンベータ                                                        | ESTsoft Corp.           | ESTsoft Corp. ESTsoft Inc.  | Microsoft Windows                          |
| Civilization Online              | 未定                                                                                | XL Games                | 2k Games                    | Microsoft Windows                          |
| Project: Theralon                | 未定                                                                                | Infernum Productions    |                             | Microsoft Windows                          |
| Lethal Enterprise                | 未定                                                                                | New World Interactive   |                             | Microsoft Windows                          |
| Dragon's Prophet                 | 2013年6月                                                                           | Runewaker Entertainment |                             | Microsoft Windows                          |
| Icalus Online                    | 未定                                                                                | Wemade Entertainment    |                             | Microsoft Windows                          |
| Project OG                       | 未定                                                                                | Golfzon                 |                             | Microsoft Windows                          |
| State of Decay                   | 2013年6月3日                                                                        | Undead Labs             | マイクロソフト              | Microsoft Windows, Xbox 360                |
| Crysis (PS3, X360)               | 2011年10月4日                                                                       | Crytek GmbH             | Electronic Arts             | PlayStation 3, Xbox 360                    |
| Crysis 2                         | 2011年3月22日 2011年3月24日 2011年4月1日                                            | Crytek GmbH             | Electronic Arts             | Microsoft Windows, PlayStation 3, Xbox 360 |
| Crysis 3                         | 2013年2月                                                                           | Crytek GmbH             | Electronic Arts             | Microsoft Windows, PlayStation 3, Xbox 360 |
| Enemy Front                      | 2014年6月10日                                                                       | City Interactive        | City Interactive            | Microsoft Windows, PlayStation 3, Xbox 360 |
| Forged by Chaos                  | 未定                                                                                | Panzar Studio           | Panzar Studio               | Microsoft Windows                          |
| God Slayer                       | 未定                                                                                | ChangYou                | ChangYou                    | Microsoft Windows                          |
| Lichdom                          | 未定                                                                                | Xaviant                 |                             | Microsoft Windows, PlayStation 3, Xbox 360 |
| Nexuiz (2012年)                  | Xbox 360 2012年2月15日 Microsoft Windows 2012年3月3日                               | IllFonic                | THQ                         | PlayStation 3, Xbox 360, Microsoft Windows |
| Sniper: Ghost Warrior 2          | 2013年1月15日 2013年1月18日                                                         | City Interactive        | City Interactive            | PlayStation 3, Xbox 360, Microsoft Windows |
| Tour Golf Online                 | 未定                                                                                | OnNet, OnNet USA        | Onnet                       | Microsoft Windows                          |
| Warface                          | 2012年                                                                              | Crytek Kiev             | Tencent Games Mail.ru Trion | Microsoft Windows, Xbox 360                |
| MechWarrior Online               | 2012年                                                                              | Piranha Games           | Infinite Game Publishing    | Microsoft Windows                          |
| D.R.I.V.E                        | 未定                                                                                | Input Games             |                             | Microsoft Windows                          |
| Fibble                           | 2012年3月29日                                                                       | Crytek GmbH             | Crytek GmbH                 | iOS, Android                               |

### CryEngine (第4世代)
| 作品名                               | 発売日        | 開発元                           | 発売元                           | プラットフォーム                           |
| ------------------------------------ | ------------- | -------------------------------- | -------------------------------- | ------------------------------------------ |
| Homefront: The Revolution            | 2016年5月17日 | Crytek UK                        | Crytek                           | Microsoft Windows, PlayStation 4, Xbox One |
| Ryse: Son of Rome                    | 2013年        | Crytek GmbH                      | Microsoft Studios                | Microsoft Windows, Xbox One                |
| Evolve                               | 2014年予定    | Turtle Rock Studios              | 2k Games                         | Microsoft Windows, PlayStation 4, Xbox One |
| Everybody's Gone to the Rapture      | 2014年予定    | thechineseroom                   | Sony Computer Entertainment      | PlayStation 4                              |
| Kingdom Come: Deliverance            | 未定          | Warhorse Studios                 |                                  | Microsoft Windows                          |
| Star Citizen                         | 2014年        | Cloud Imperium Games Corporation | Cloud Imperium Games Corporation | Microsoft Windows                          |
| 未発表のArkane Studiosのタイトル     | 未定          | Arkane Studios                   | Bethesda Softworks               | 未定                                       |
| 未発表のBattlecry Studiossのタイトル | 未定          | Battlecry Studios                | Bethesda Softworks               | 未定                                       |

### その他ライセンスされたもの
- ENODO - 建築する前に完成予想図を確認できる建築シミュレーションプログラム。
- Ringling College of Art and Design - 教育用プログラム。
- en:Darmstadt University of Applied Sciences - 大学でゲーム開発学科にこのゲームエンジンが使われている。[52]
- Games Academy - Games Academyは指導用、つまり生徒に開発スタジオの技術に触れさせる機会を与えるために使われる。 [53]
- Inreal Technologies - インタラクティブな仮想現実シミュレーター。